# Donzdorf
Donzdorf – miasto w Niemczech, w kraju związkowym Badenia-Wirtembergia, w rejencji Stuttgart, w regionie Stuttgart, w powiecie Göppingen, siedziba związku gmin Mittleres Fils-Lautertal. Leży w Jurze Szwabskiej, nad rzeką Lauter, ok. 12 km na wschód od Göppingen, przy drodze krajowej B466.

## Osoby urodzone w Donzdorfie
- Franz Anton Staudenmaier, teolog

## Współpraca
Miejscowości partnerskie:
- Neusalza-Spremberg, Saksonia
- Riorges, Francja